# Arad magyar irodalmi élete
Arad magyar irodalmi élete  a 19. században itt kibontakozott művelődési és sajtóéletben gyökerezik. 1840-től itt élt s írta szabadságharcos lengyelbarát Idegenek Aradon c. vígjátékát Sárosi Gyula, ide fűzték diákkori élményei Csiky Gergelyt, itt újságíróskodott az Aradi Hírlapnál s írta Apai örökség c. regényét Reviczky Gyula, s fejlesztette az Arad és Vidékét országos hírű ellenzéki lappá Iványi Ödön. Növekvő szerepet töltött be Arad magyar irodalmi életében, kifejlesztésében az 1848-49-es forradalmi hagyomány, a Habsburg-ellenes szabadelvűség, a szociáldemokrata hagyomány s az itt mindig szerepet játszó román-magyar szellemi és politikai érintkezés, valamint néhány kiváló történész működése, mint Márki Sándor és Jancsó Benedek. Nem véletlen, hogy e század elején Adyval az élen megfordultak itt a "holnaposok". 1919 után több irányban bontakozott ki Arad magyar irodalmi élete.

## Avantgárd
Irodalmi szerephez jutott az avantgárd Franyó Zoltán 1924-ben elindított Genius és Új Genius c. folyóiratai révén, s e vonulatot folytatta a város akkori lakója, a festő és regényíró Szántó György 1925-ben a Periszkop megjelentetésével. Az 1920-tól 1940-ig megjelent Vasárnap irodalmi és társadalmi hetilap körül főleg katolikus írók gyülekeztek. A még 1881-ben alakult s 1949-ig működött Kölcsey Egyesület nagy hatású közművelődési munkát fejtett ki, könyv- és folyóirattárával, gyűjteményeivel, előadássorozataival magas szintű szellemi érdeklődést keltett. Ebben a városban érvényesült Nagy Dánielnek, a pacifista Cirkusz c. regény (Kolozsvár, 1926) szerzőjének sokoldalú tehetsége. A román irodalom jeleseit a kalandos sorsú Fekete Tivadar tolmácsolta, e városhoz kötődött Károly Sándor és Raffy Ádám írói működése, innen indult Horváth Imre költői pályája. Itt született, élt és alkotott Juhász Attila újságíró, író.

## Baloldal
A Virradat (1929-30) köré kommunista írók csoportosultak, köztük Balla Károly, Fáskerti Tibor. A város jeles szülötteként Kuncz Aladár és Szentimrei Jenő egy-egy előadás tartására látogatott haza, itt lépett fel  közírásával egy demokratikus reformpolitika szószólójaként Krenner Miklós (Spectator), a "hídverő".

## Nyomdai háttér, kiadói tevékenység
Arad irodalmi jelentőségét kellőképpen érzékelteti az a tény, hogy 1920 és 1940 között 40 nyomdájában 354 magyar nyelvű könyv és 126 időszaki sajtótermék jelent meg. Ezzel a könyv- és lapterméssel romániai magyar viszonylatban Kolozsvár, Nagyvárad és Temesvár után a negyedik helyen állt, főleg a Vasárnap nyomda (111 könyv és 10 időszaki sajtótermék), a Lovrov és Társa Könyvnyomda (46 könyv és 26 időszaki sajtótermék, köztük baloldali sajtótermékek is, például Gyári Munkás) és a Genius Könyvnyomda (41 könyv) hozzájárulása révén.
A 2. világháború idején, az Antonescu-rendszer alatt Havi Szemle címmel folyóiratot tartott fenn s könyvsorozatot adott ki (Fecskés könyvek) a Kölcsey Egyesület. A kiadói tevékenység ebben az időszakban szembetűnően csökkent (összesen 19 könyv jelent meg), de Arad így is a negyedik Nagyenyed, Temesvár és Gyulafehérvár mögött.
1944 után a Bánság és vidéke magyar nyelvű könyv- és lapkiadása egyre inkább Temesvárt tömörült, majd az egységes állami nyomdaipar és könyvkiadás megszervezésével a többi vidéki város között Arad is elvesztette könyvkiadói jelentőségét.

## 1960 és 1980 között
Az 1960-as évektől a magyar irodalmi törekvéseket a város szülöttjéről elnevezett Tóth Árpád Irodalmi Kör támogatta; a Vörös Lobogó napilap írógárdája a hazai magyar irodalom helyi ápolója és terjesztője lett; Ficzay Dénes, Glück Jenő, Kenyeres Pál, Kocsik József, Kovách Géza népművelő tevékenysége felvirágoztatta a magyar nyelvű szabadegyetemet, mely az ország minden részéből hívott előadókat; az Aradi Tavasz rendezvényein román és német csoportokkal együtt magyar műkedvelők és népművészek is felvonultak.
A Művelődési Ház magyar színjátszó csoportja 1974-ben Znorovszky Attila feldolgozásában bemutatta Sütő András Anyám könnyű álmot ígér c. művének drámai változatát, s ezzel aranyérmet nyert a műkedvelők országos versenyén.